# Бергслин, Кнуд
Кнуд Бе́ргслин (норв. Knud Bergslien; 15 мая 1827, Восс — 27 ноября 1908, Осло) — норвежский художник и педагог.

## Биография
Происходил их семьи с художественными традициями. Брат скульптора Брийнульфа Бергслина и дядя художника и скульптора Нильса Бергслина. В возрасте 18 лет К.Бергслин завербовался в армию солдатом, так как нуждался в средствах для обучения рисованию. Затем учится в бергенской школе рисунка Ханса Реуша. В 1844—1852 изучает живопись в Антверпене, в период 1850—1851 живёт в Париже. С 1855 по 1869 учится и работает в Дюссельдорфе, принадлежал к Дюссельдорфской школе живописи. Впоследствии сотрудничал с норвежскими художниками Хансом Гуде и Адольфом Тидемандом. После возвращения на родину К.Бергслин был директором Школы живописи в Осло. В 1875 году был награждён королём Швеции и Норвегии Оскаром II орденом Ваза.
Кнуд Бергслин был мастером портретной живописи, писал также сцены из народной жизни и из истории Норвегии.

## Галерея

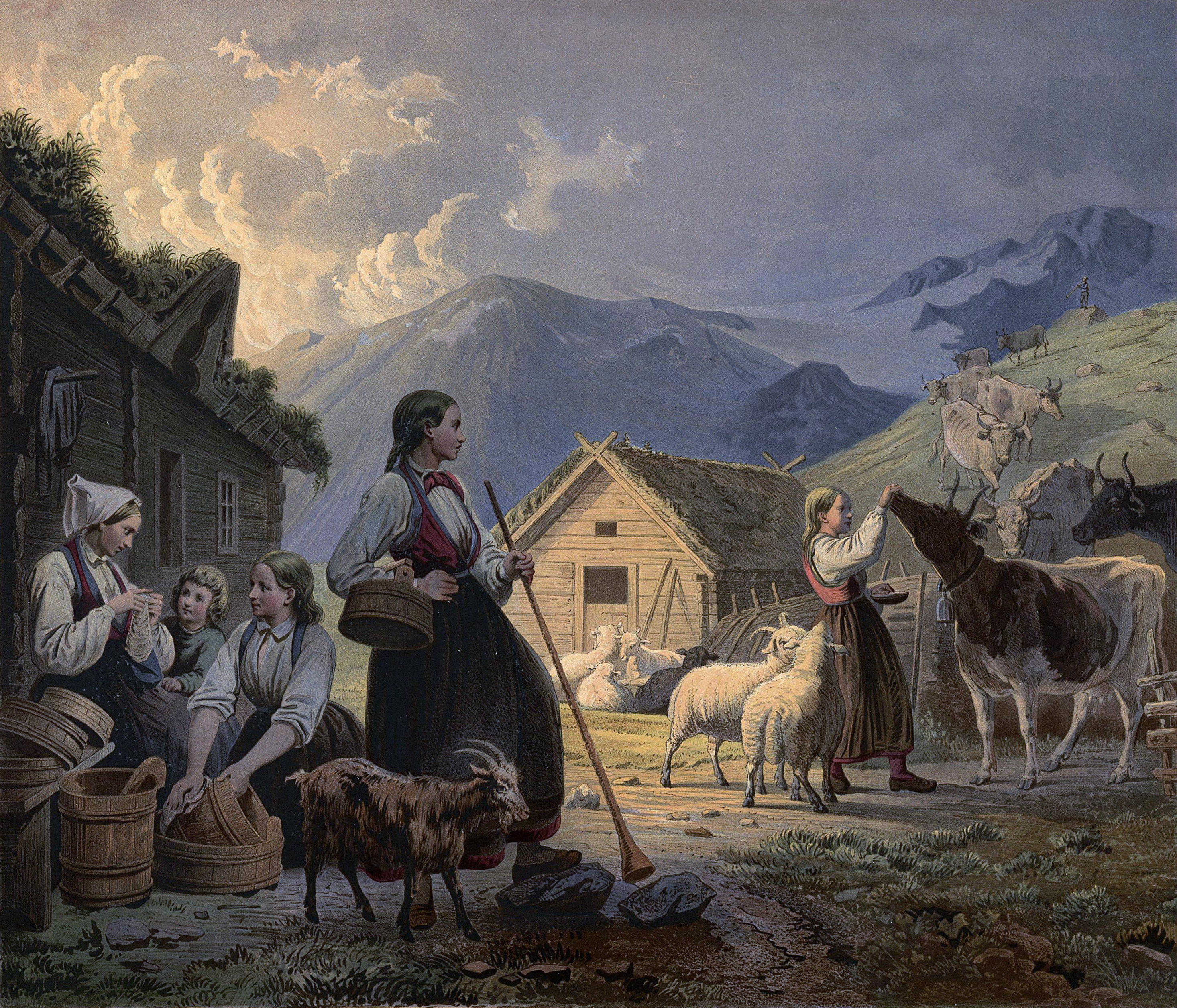
Вечер в норвежской деревне. Возвращение стада.
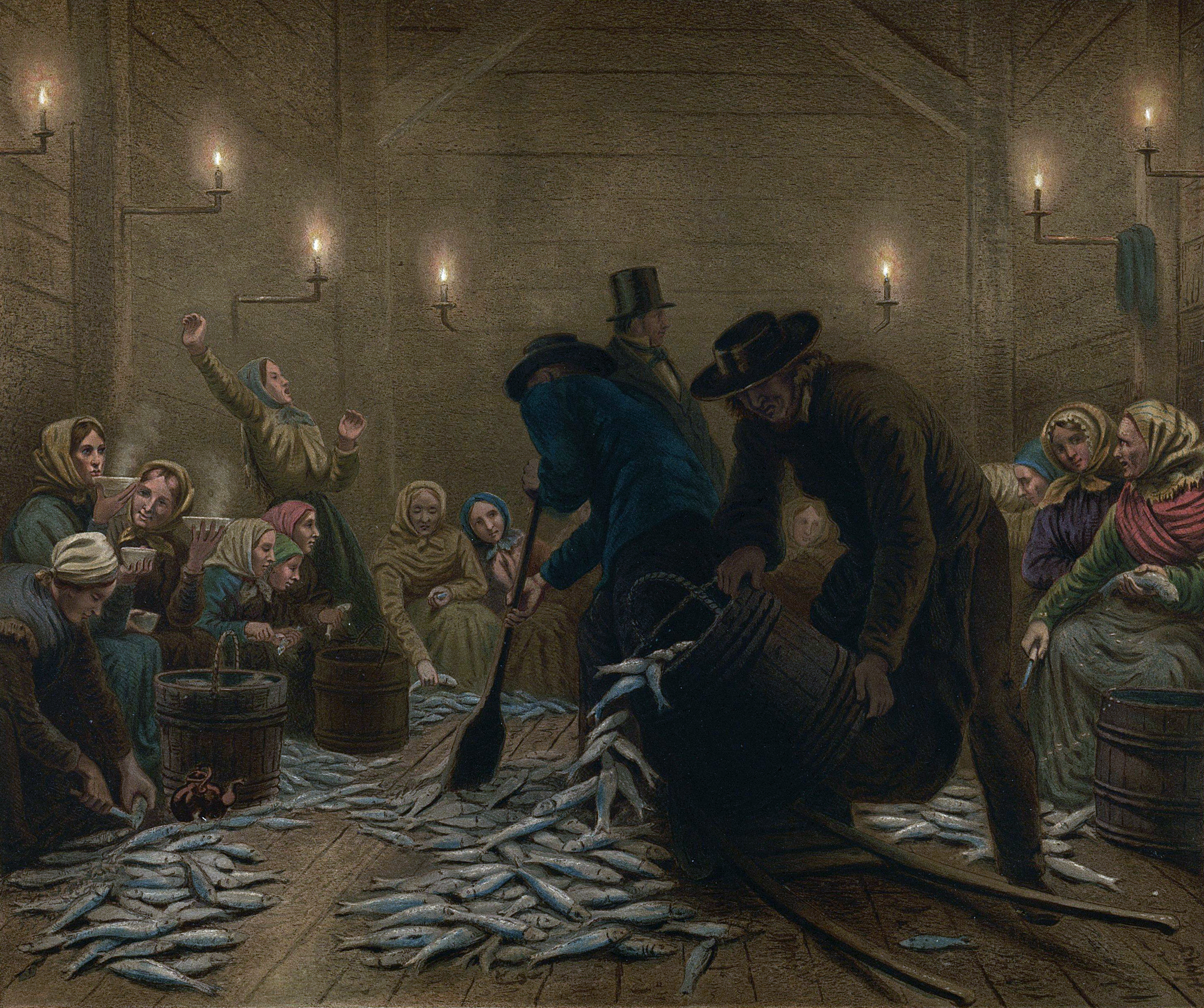
Посол сельди в Бергене
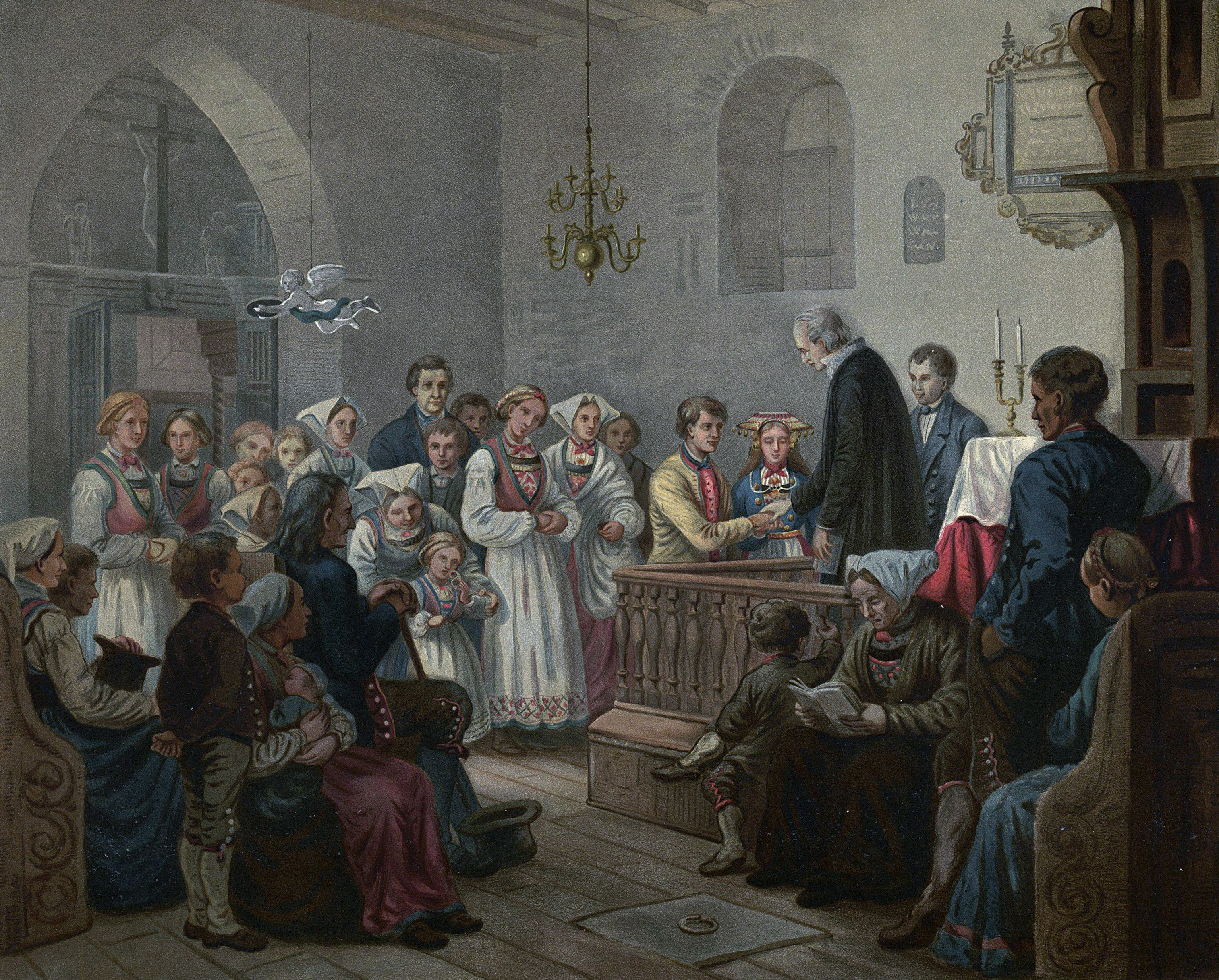
Торжество бракосочетания
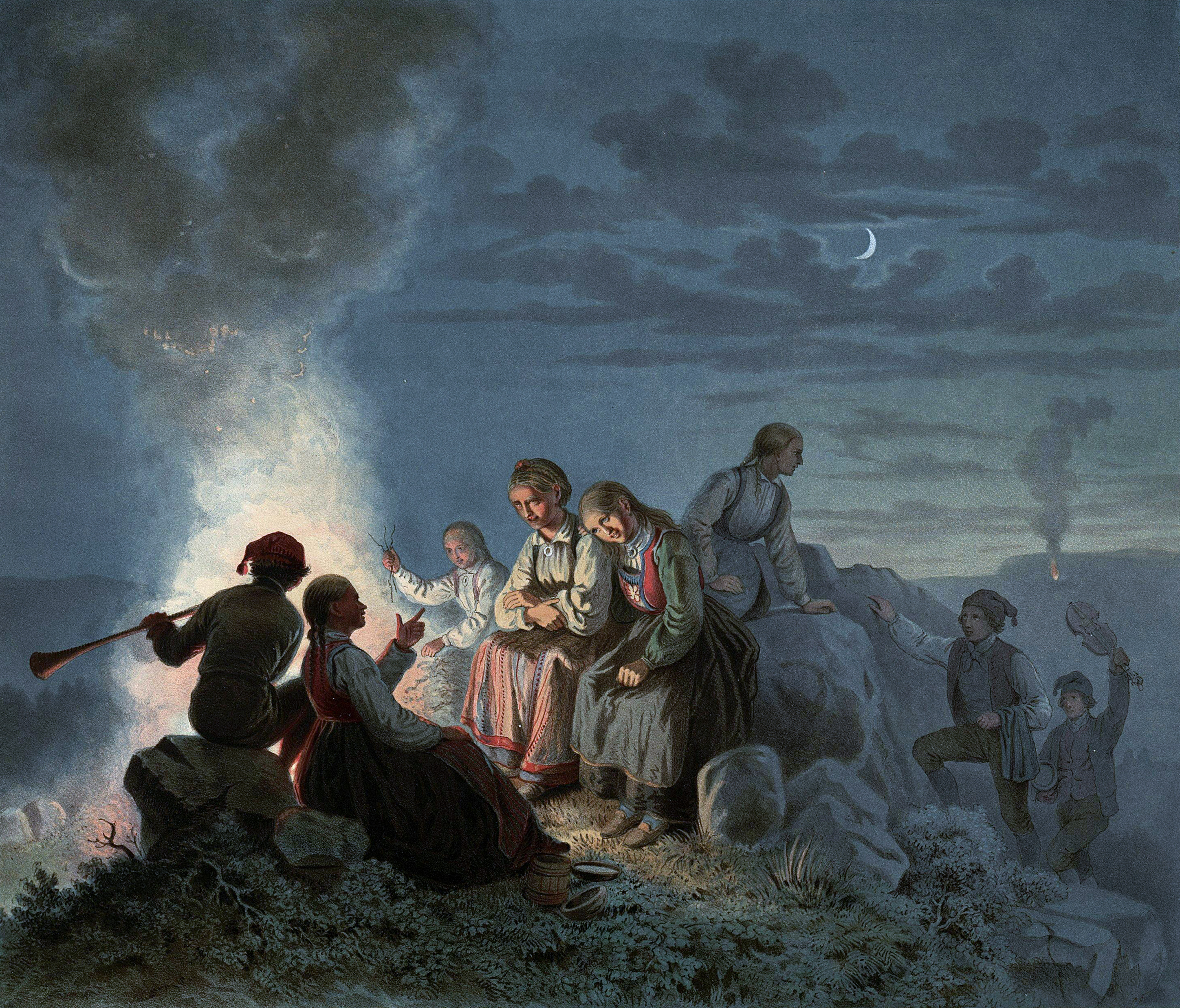
Вечер накануне Иванова дня
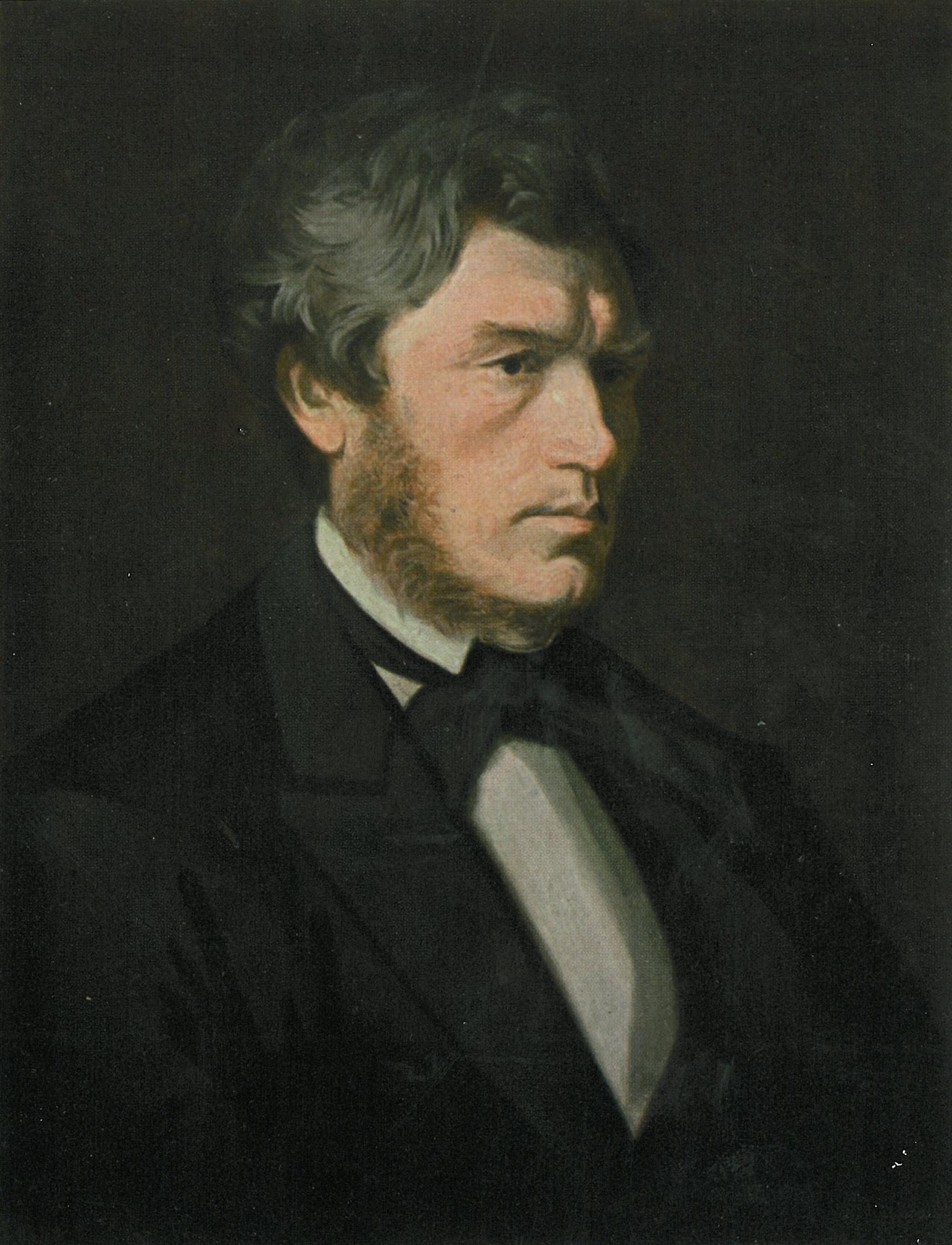
Портрет художника Карла Дирикса
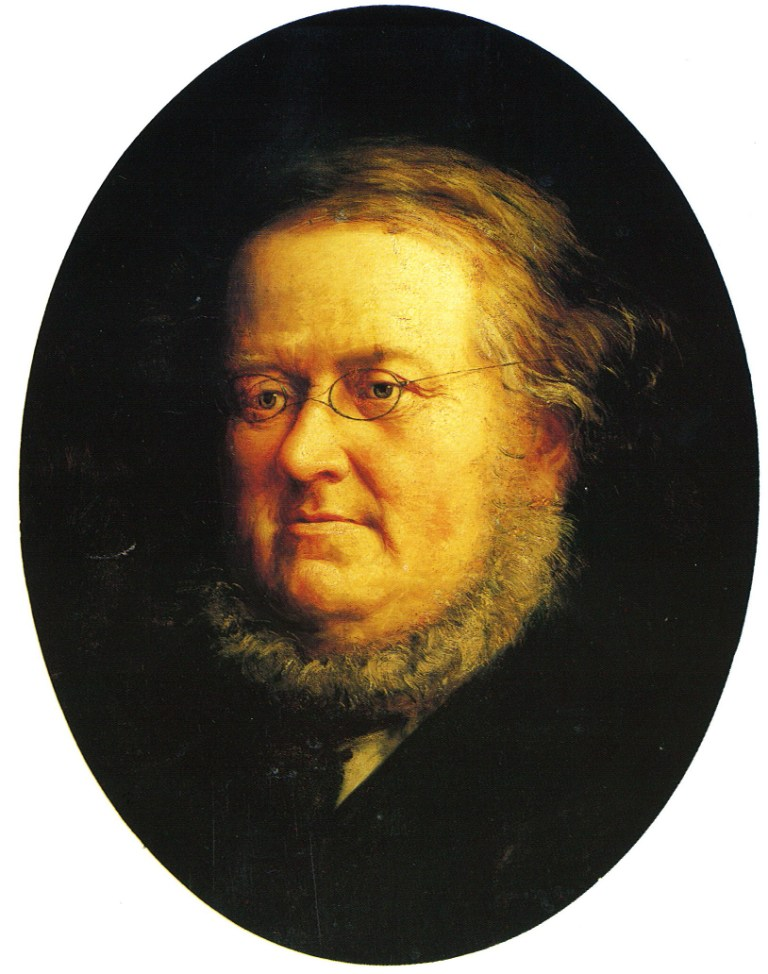
Портрет собирателя народных сказок Петера Асбьёрнсена (1870)